# ثبات اقتصادی
ثبات اقتصادی (به انگلیسی:Economic stability) عدم وجود نوسانات بیش از حد و زیاد در اقتصاد کلان است. یک اقتصاد با رشد تولید نسبتاً ثابت و تورم پایین و پایدار از نظر اقتصادی باثبات تلقی می‌شود. یک اقتصاد همراه با کسادی‌های مکرر بزرگ، چرخه کسب و کار بالا و مشخص، تورم بسیار بالا یا متغیر، یا بحران‌های مالی مکرر از نظر اقتصادی ثبات ندارد.

## دلایل و علل بی‌ثباتی
بی‌ثباتی اقتصاد کلان را می‌توان با فقدان ثبات مالی ایجاد کرد. رکود بزرگ مالی ایجاد شده توسط بحران مالی ۲۰۰۷–۲۰۰۸ در جهان نمونه‌ای از آن است.
پول گرایان معتقدند که عرضه پول بسیار متغیر منجر به سطح تولید بسیار متغیر می‌شود. میلتون فریدمن معتقد بود یکی از عوامل اصلی رکود بزرگ دهه ۱۹۳۰ میلادی عرضه پول بسیار متغیر بوده‌است.
جان مینارد کینز و کینزگرایان بعدی معتقدند که تقاضای کل ناپایدار منجر به بی‌ثباتی اقتصاد کلان می‌شود، در حالی که نظریه پردازان چرخه واقعی کسب‌وکار معتقدند که نوسانات در عرضه کل چرخه‌های کسب‌و کار را هدایت می‌کند.

## اثرات بی‌ثباتی
بی‌ثباتی اقتصادی می‌تواند با ایجاد فضایی که در آن دارایی‌های اقتصادی ارزش خود را از دست می‌دهد منجر به توقف یا مانع شدن از سرمایه‌گذاری شود و اثرات منفی بر رفاه کلی مردم و ملت‌ها داشته باشد. بی‌ثباتی اقتصادی می‌تواند منجر به بیکاری، رکود اقتصادی یا در موارد حاد منجر به فروپاشی اجتماعی شود.

## سیاست ثبات‌سازی
یک سیاست ثبات‌سازی در هنگام اجرا، به‌طور کلی شامل استفاده از سیاست پولی یا سیاست مالی است. هر یک از این سیاست‌ها ممکن است توسط اقتصاددانان کینزی حمایت شود. استفاده از این سیاست‌ها به‌طور کلی توسط پول گرایان و نظریه پردازان چرخه واقعی کسب‌وکار نفی می‌شود.